# Barragem de Mularroya
A barragem de Mularroya é uma barragem em construção para as águas dos rios Grío e Jalón para a criação de regadio no vale deste último rio. A barragem situa-se no termo municipal da La Almunia de Doña Godina e quando esteja terminado sua águas cobriram terras dos municípios da paisagem natural homónimo, entre os municípios da La Almunia de Doña Godina, Chodes, Morata de Jalón e Ricla, todos eles em Saragoça (Aragão, Espanha).

## Projeto
O projeto consiste em criar uma barragem a cerca de dois quilómetros antes da desembocadura do rio Grío sobre o rio Jalón. Além de uma circunvalação para desviar a estrada N-II a seu passo pela zona que vai ficar inundada para permitir o tráfico pela zona. Também a criação de plantações ao redor da futura albufeira para compensar a terra perdida com a albufeira.
O redirecionamento da estrada N-II requer a construção de um viaduto na coroação da barragem que juntará com a estrada de Santa Cruz de Grío e Morata de Jalón e a Autovía del Nordeste.
Neste projeto também se contempla a construção de um túnel, de 13 km aproximadamente que iria desde Embid da Ribera até a zona alta da albufeira, para poder trespassar a água do Rio Jalón já que o água do Rio Grío não seria a suficiente para satisfazer a capacidade desta albufeira.

## Problemática
O problema para a administração é que a 2 de julho de 2009 se fez pública sentença da Audiência Nacional anulando tanto as resolução da declaração de impacto meio ambiental como a aprovação do anteprojeto, e anulando também a aprovação do projeto. O fundamento principal da sentença é a escopo do regulamento europeu e autonómica que regula os espaços protegidos. Outro dos fundamentos se centra em que a descida do volume que dar-se-ia na bacia do rio Jalón afetará ao fornecimento de água dos numerosos povos que se encontram nas suas ribeiras. As obras retomaram-se em janeiro de 2016.

### Um possível terramoto[6]
Em janeiro de 2018, publica-se um estudo científico elaborado pela Universidade de Saragoça, de Burgos e outras empresas, que determinam que o enchimento da albufeira poderia trazer consequências fatais para as populações a jusante; já que a pressão da água poderia reativar a atividade sísmica da falha que existe na zona. Algo que causaria a desastrosa situação na que a barragem da albufeira (feita de terra) não aguentaria, e portanto derrubar-se-ia fazendo que as zonas anexas se inundem, com uma margem de reação de 15 minutos (que seria quando a água chegue a ditas localidades).
Este estudo comunica que as zonas em maior medida afetadas seriam Ricla e Calatorao. Deixando os dois povoamentos debaixo das águas da barragem. Além dos povoamentos, o viaduto da Autovía del Nordeste situado, seguindo o curso do Rio Grío, a um quilómetro aproximadamente mais abaixo da barragem.